# Give Peace a Chance
»Give Peace a Chance« je pesem Johna Lennona, prvotno kot pesem dvojca Lennon–McCartney, ki je izšla kot singl skupine Plastic Ono Band leta 1969 .
Pesem je bila napisana in posneta v času medenih tednov Lennona in Yoko Ono poimenovanih Bed-In. Navdih zanjo je dobil ob vprašanju novinarjev o smiselnosti ležanja v postelji, ko je odgovoril: »Želiva le povedati, da dajte miru priložnost.« (»All we are saying is give peace a chance.«). Pesem je bila posneta 1. junija 1969 v sobi 1742 montrealskega hotela Queen Elizabeth Hotel. André Perry jo je snemal s pomočjo štirih mikrofonov in štiristranskega snemalnika, ki ga je pridobil iz bližnjega studia. Snemanja so se udeležili glasbeniki in novinarji Timothy Leary, Rabbi Abraham Feinberg, Joseph Schwartz, Allan Rock, Rosemary Woodruff Leary, Petula Clark, Dick Gregory, Allen Ginsberg, Murray the K in Derek Taylor, mnogi od katerih so omenjeni v besedilu. Lennon je igral na akustično kitaro, pridružil pa se mu je na istem inštrumentu Tommy Smothers iz skupine Smothers Brothers.
Pesem je prvi solo album Lennona in je postala protivojna himna ameriškega protivojnega gibanja sedemdesetih let. V ZDA se je uvrstila na štirinajsto mesto lestvice Billboard Hot 100, v ZDA pa na drugo. Pesem je ena treh v Lennonovi solo karieri, ostali sta »Instant Karma!« in »Imagine«, ki so bile sprejete med petsto pesmi, ki so oblikovale Rock and Roll Hrama slavnih Rock and Rolla. Lennon je kasneje pojasnil, da je »obžaloval, ker je kot sopisca za svoj prvi solo singl navedel McCartneyja namesto Yoko, ki je dejansko sodelovala pri pisanju pesmi.«